# Giovanni Conca
Pour les articles homonymes, voir Conca (homonymie).
Giovanni Conca,  (Gaète, v. 1690 - Rome, 19 octobre 1771) est un peintre italien.

## Biographie
Giovanni Conca est le cousin du peintre Sebastiano Conca et le père de Tommaso Conca.
Il apprend la peinture d'abord auprès de son cousin Sebastiano et ensuite il devient élève auprès de Francesco Solimena.
En 1719, il est documenté à Rome habitant avec son cousin dans le  palais De Cupis à piazza Navona.
Le 20 février 1721 il épouse Anna Laura Scarsella di Castro de laquelle il a au moins onze enfants dont Tommaso Conca lui aussi peintre. Le 8 février 1722 Giovanni Conca est admis à la Congregazione dei Virtuosi al Pantheon et élu à l'Accademia di San Luca le 6 mars 1735.
Le 3 avril 1735 il remet à l'Académie le tableau la Modestia, parfois nommée Vigilanza, pour son admission.
À partir du 7 juillet 1737 il ne comparaît plus à l'Accademia.
Au cours du mois de novembre 1738, il quitte Rome avec toute sa famille et rejoint la cour du roi de Sardaigne à Turin.
Divers reçus de payement confirment ses travaux au palais Royal, dans l'appartement d'été de la Reine jusqu'au 15 juillet 1739.
Il rentre à Rome en juin 1748 et en 1749 où il est enregistré dans la paroisse  Santa Cecilia in Trastevere.
Les tableaux conservés à Turin, répertoriés dans les «  Schede Vesme » (1963), ont probablement été peints durant son séjour à Turin.
En dehors de son séjour turinois, Giovanni Conca a exercé à Rome dans le sillage de son cousin Sebastiano.
Ses derniers tableaux datés coïncident avec le départ de son cousin Sebastiano pour Naples, ce qui semble confirmer sa dépendance.
Giovanni Conca meurt à Rome le 19 octobre 1771.

## Œuvres
- Immagine femminile, huile sur toile, 74,5 × 62 cm,
- Modestia, parfois nommée Vigilanza (1735), Accademia di San Luca, Rome.
- Allegorie dell'Europa e dell'Asia, fresque, château de Kozel, Bohème.
- Madonna del Rosario (1727), retable,
- Vergine in gloria adorata da un gruppo di santi carmelitani, fresque, oratorio della Dottrina Cristiana, église Santa Maria in Traspontina[3].
- Crocefissione, Santa Maria Maddalena dei Pazzi bambina che insegna il catechismo, la Morte di san Giuseppe, la Santa famiglia (1715)[4].
- Nascita, Sposaliziodella Vergine, église Santa Maria della Scala, Rome.
- Cristo che dà la comunione al beato Bernardo da Corleone, église Santa Maria della Concezione,Rome[5].
- I santi Francesco di Paola, Francesco di Sales e Giovanna di Valois (daté  1752 et signé), église San Salvatore in Corte (Santa Maria della Luce), Rome.
- Morte di san Giuseppe (daté  1754 et signé), église S. Salvatore in Corte (Santa Maria della Luce), Rome.
- Annunziata, Assunta, Visita a santa Elisabetta et Presentazione del Bambino al tempio, oratorio di San Filippo, Turin.
- Vergine col Bambino tra angeli (1739), église santa Chiara, Cagli.
- Apoteosi di san Pietro Celestino (1750), provenant de la Badia Morronese, Museo civico, Sulmona.
- Santo Evangelista (1728), huile sur toile 90 × 70 cm,
- Dalila e Sansone, huile sur toile 61 × 74 cm,
- La clemenza di Scipione, huile sur toile 62 × 74 cm,